# Батайський район
Батайський район Ростовської області — адміністративно-територіальна одиниця, що існувала в РРФСР у 1924—1938 роках.

## Історія
Батайський район було утворено у 1924 році й входив в Донський округ.
30 липня 1930 року Донський округ, як і більшість інших округів СРСР, було скасовано. Його райони відійшли у пряме підпорядкування Північно-Кавказькому краю.
З 13 вересня 1937 року Батайський район увійшов до складу Ростовської області.
В кінці 1938 року у зв'язку з наданням робочому селищу Батайськ статусу міста обласного підпорядкування район було ліквідовано, а його територія відійшла місту Батайську, Азовському й Самарському районах.